# Girolamo Martinengo (militare)
Girolamo Martinengo di Padernello (Brescia, 1519 – Mar Egeo, 7 aprile 1570) è stato un militare italiano ed esperto di fortificazioni militari.

## Biografia
Girolamo Martinengo di Padernello era figlio di Antonio II Martinengo di Padernello (1493-1528) e della contessa Cavazzi della Somaglia. Il padre morì il 18 aprile 1528 ucciso da un suo parente, Scipione Martinengo della Motella; Gerolamo, sin da giovane, covò risentimento nei suoi confronti: il 26 giugno 1533 egli si scontrò a Brescia con Scipione che, nonostante fosse scortato da sedici uomini armati, cadde sotto la sua spada. Catturato dalla Serenissima, finì confinato a Zara; si batté valorosamente contro gli Ottomani e dopo aver pagato un riscatto nel 1539 poté rientrare a Brescia. Ricoprì il grado di luogotenente del generale Guidobaldo II della Rovere, duca di Urbino.

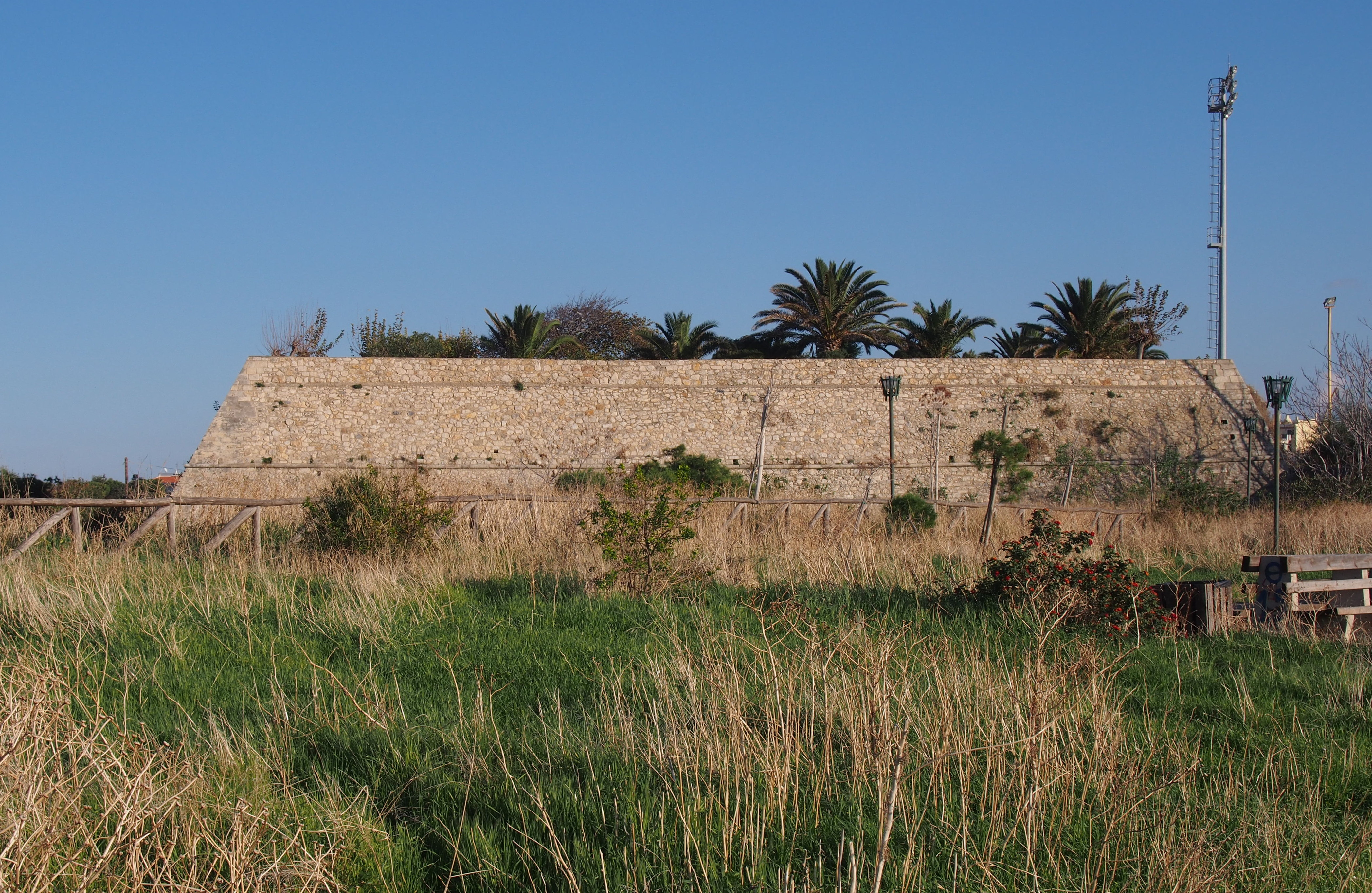
Fortificazioni di Heraklion, Bastione Martinengo

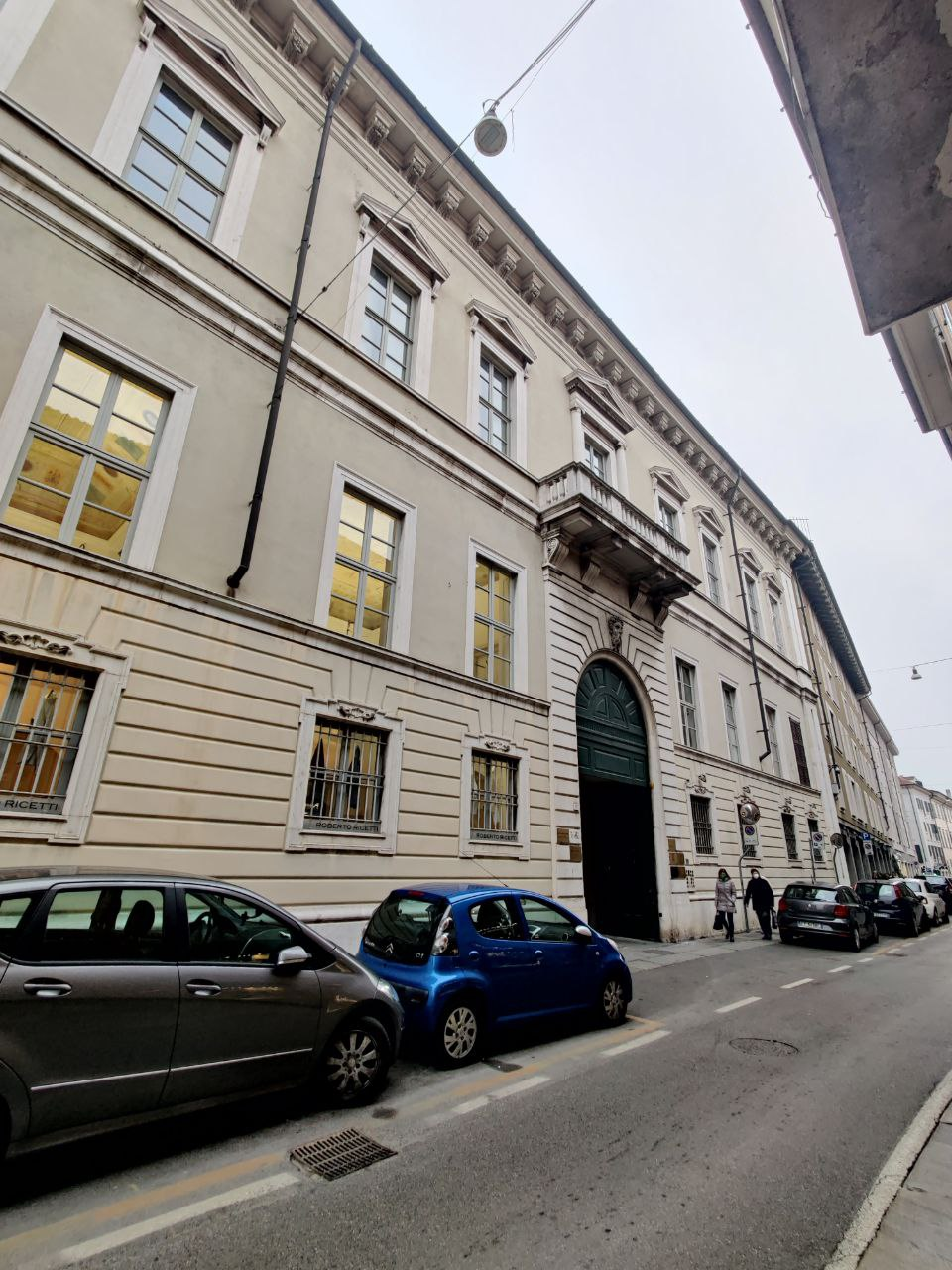
Brescia, Palazzo Martinengo di Padernello Salvadego

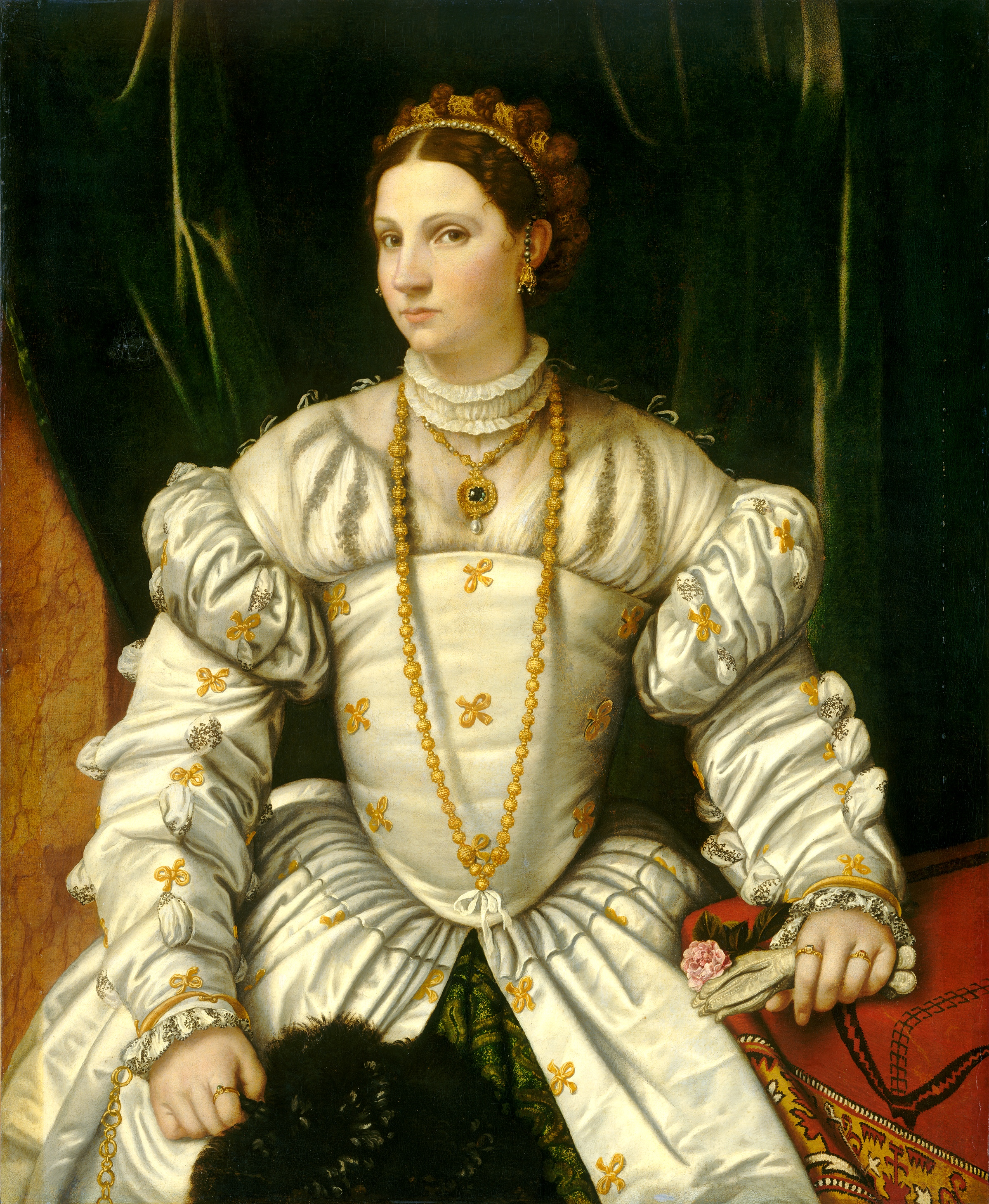
Moretto da Brescia, probabile Ritratto di Eleonora Gonzaga, 1546 ca., National Gallery of Art, Washington

Girolamo risiedeva a Brescia nel suo imponente palazzo (Palazzo Martinengo di Padernello Salvadego) e fu qui che abitò dal 1543, quando sposò in prime nozze Eleonora Gonzaga, figlia di Ludovico Gonzaga (1480-1540), conte di Sabbioneta, e di Francesca Fieschi. Morta la moglie di parto il 10 agosto 1545, sposò in seconde nozze nel 1552 Margherita Martinengo della Mottella.
Nel periodo 1549-1551 venne nominato governatore generale delle milizie a Creta: provvidere a rafforzare le Fortificazioni di Heraklion (Candia), un bastione delle quali porta ancora oggi il suo nome (Bastione Martinengo). Nel 1559 venne interpellato per l'edificazione delle mura veneziane di Bergamo ed ebbe un ruolo fondamentale nella costruzione del baluardo di Sant'Agostino. Nel 1566 fu nominato ispettore per le fortificazioni d'Istria e per le difese di Udine.
In occasione della guerra di Cipro, nel marzo 1570 Martinengo andò in soccorso di Famagosta, imbarcando da Venezia duemila uomini su quattro navi da lui reclutati, che salparono il 15 marzo 1570, giungendo in breve a Corfù, dove Martinengo fu colpito dalla febbre in maniera grave.
Morì il 7 aprile 1570 durante la navigazione nel mar Egeo verso Cipro. La salma fu dapprima sepolta a Nicosia, successivamente i suoi militari del contingente la traslarono a Famagosta.

## Discendenza
Girolamo e Margherita ebbero tre figli:
- Antonio (1553-1581), militare
- Silvio
- Pompilio, religioso

## Girolamo Martinengo nell'arte
Nel gennaio 1543 il pittore bresciano Alessandro Bonvicino, detto il Moretto, venne chiamato dalla famiglia Martinengo affinché ritraesse prima il giovane Girolamo, futuro sposo di Eleonora, e dopo le nozze la Gonzaga in due distinti ritratti, che sarebbero stati collocati uno a fianco dell'altro. Il presunto Ritratto di Eleonora Gonzaga, recentemente (2023) riscoperto, si trova nella National Gallery of Art di Washington, mentre il Ritratto di Girolamo Martinengo di Padernello è visibile nel Museo Lechi di Montichiari.